# Череватенко, Михаил Иванович
Михаил Иванович Череватенко (1903, Екатеринославская губерния — 1 октября 1941, Кулябовка) — начальник УНКВД Ворошиловградской области.

## Биография
Родился в 1903 г. в Екатеринославской губернии в семье слесаря. В 1921 году окончил 7-летнюю трудовую железнодорожную школу Екатеринослава; 2 курса техникума НКПС (1923 г.); курсы при ЦК КП(б)У (по 1938 г.).
Член ВЛКСМ с 1923 года, член КП(б)У с января 1926 года.
- Слесарь в Нижнеднепровских вагонных мастерских, Екатеринослав (1923—1925);
- С ноября 1925 по сентябрь 1927 года служил в Красной Армии;
- Слесарь на Нижнеднепровском вагоноремонтном заводе, Днепропетровск (1927—1929);
- Заведующий агитпропом опорной ячейки КП(б)У, с. Вербки Павлоградского р-на (1929—1930);
- Секретарь партколлектива, Вербки (1930—1931);
- Заведующий агит.-массовым отд. партколлектива паровозного депо и развозных бригад, Днепропетровск (1931—1932);
- Заведующий культ.-проп. отд. парткома паровозного депо, Днепропетровск (1932—1933);
- Заведующий культ.-проп. отд. Больше-Лепетихского райкома КП(б)У (1933—1934);
- Инструктор Больше-Лепетихского райкома КП(б)У (1934—1935);
- Заведующий культ.-проп. отд. Больше-Лепетихского райкома КП(б)У (1935—1937);
- 3-й секретарь Больше-Лепетихского райкома КП(б)У (1937—1938);
- 2-й секретарь Больше-Лепетихского райкома КП(б)У (1938);
- Сотруудник Николаевского обкома КП(б)У (1938).
- В органах НКВД с декабря 1938 года.

Погиб у хутора Кулябовка Киевской области 1 октября 1941 года.